# Koksownia Przyjaźń
Koksownia Przyjaźń SA – polski producent koksu oraz produktów węglopochodnych i druga co do wielkości koksownia w Polsce, z siedzibą w Dąbrowie Górniczej. Głównym udziałowcem Koksowni Przyjaźń jest Jastrzębska Spółka Węglowa S.A., która posiada 97,78% kapitału zakładowego, Skarb Państwa posiada 1,06% udziałów, a pozostali udziałowcy 1,16%. Spółka od 5 stycznia 2012 r. wchodzi w skład Grupy Kapitałowej JSW. Prezesem zarządu i dyrektorem naczelnym spółki jest Edward Szlęk. W spółce zatrudnionych jest około 1700 pracowników. Jest drugą pod względem produkcji koksownią w Polsce (za Koksownią Zdzieszowice i przed Koksownią Radlin).

## Historia
Koksownia Przyjaźń Sp. z o.o. w Dąbrowie Górniczej jest sukcesorem przedsiębiorstwa państwowego o nazwie Zakłady Koksownicze „Przyjaźń”. W wyniku procesów restrukturyzacyjnych i prywatyzacyjnych z dniem 1 stycznia 2004 r. Zakłady Koksownicze „Przyjaźń” zostały wniesione do spółki Koksownia Przyjaźń Sp. z o.o.
Koksownia została wybudowana w ramach inwestycji realizowanej w latach 80. XX w. jako najnowocześniejsza koksownia w Polsce o zdolności produkcyjnej 2,6 mln ton koksu rocznie, składająca się z czterech baterii koksowniczych, licznych obiektów towarzyszących, w tym obiektów przygotowania mieszanki węglowej, instalacji suchego chłodzenia koksu, zespołu sortowni koksu, instalacji oczyszczania gazu koksowniczego i odzysku węglopochodnych, instalacji oczyszczania ścieków i składowiska odpadów, obiektów energetycznych i pomocniczych. Uruchomienie produkcji nastąpiło 27 stycznia 1987 r., kiedy dokonano wypchnięcia pierwszego koksu z baterii nr 1. Koksownia funkcjonowała jako Zakład nr 6 Kombinatu Metalurgicznego Huty Katowice, z którego struktury 4 sierpnia 1989 r. została wydzielona jako samodzielne przedsiębiorstwo.
Od 2005 r. spółka realizuje „Strategię rozwoju Koksowni Przyjaźń Sp. z o.o. na lata 2005–2016”, w ramach której w 2007 r. oddano do eksploatacji nową baterię koksowniczą nr 5, zmodernizowaną oczyszczalnię ścieków i elektrociepłownię z utylizacją gazu nadmiarowego, a także przeprowadzono modernizację całego Wydziału Produkcji Węglopochodnych z wdrożeniem nowej technologii oczyszczania gazu koksowniczego (amoniakalna metoda odsiarczania z produkcją siarki metodą Clausa) oraz modernizację odtworzeniową baterii koksowniczej nr 1. Zaplanowana jest modernizacja trzech pozostałych baterii koksowniczych nr 2–4.

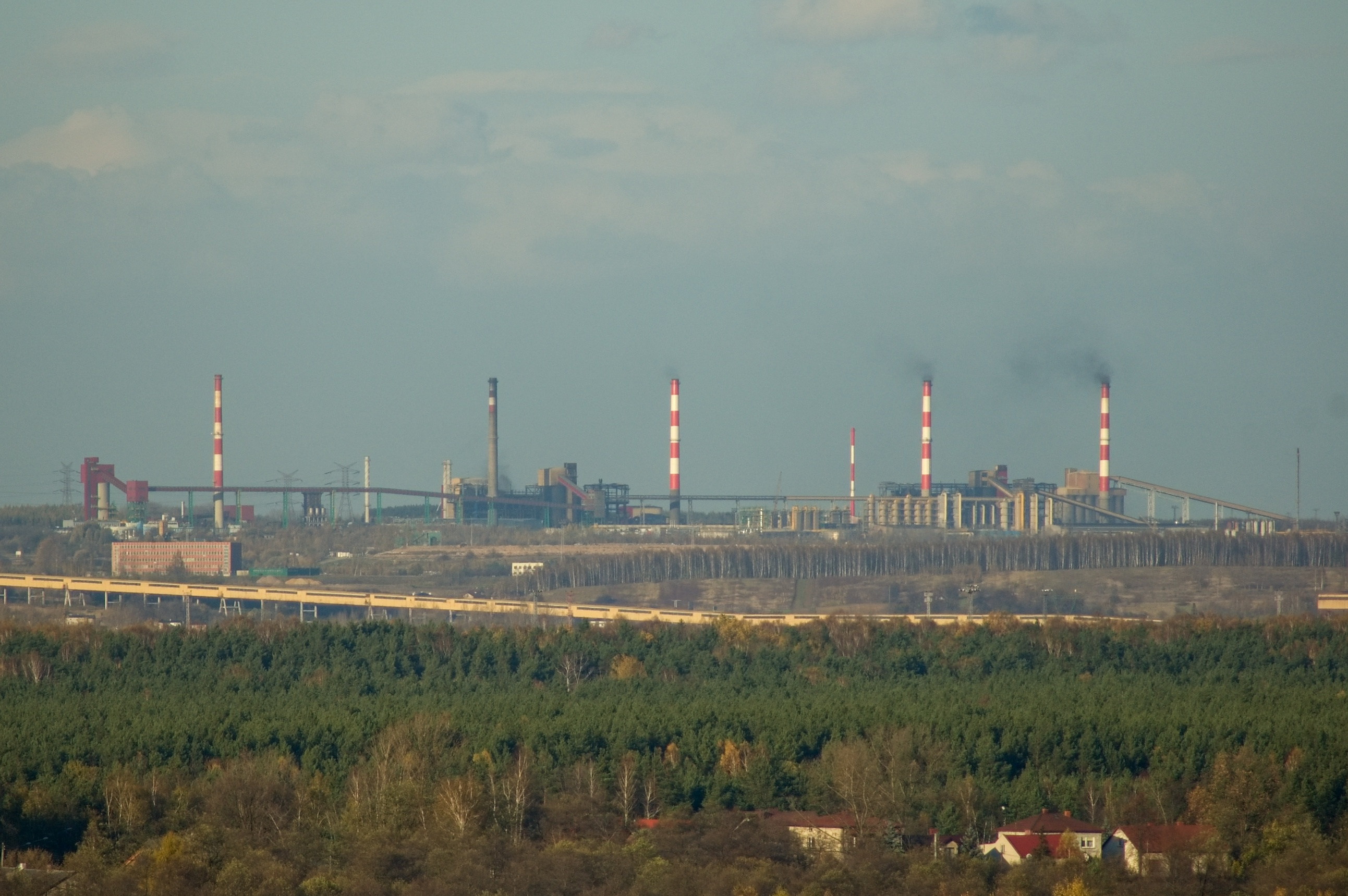
Koksownia Przyjaźń w 2008 r.

## Produkcja
Koksownia Przyjaźń Sp. z o.o. produkuje koks wielkopiecowy i koks przemysłowy w technologii suchego chłodzenia i mokrego gaszenia.
Koks wielkopiecowy o granulacji 25/30–80 mm lub 25/30–90 mm oferowany jest, w zależności od technologii wykonania, jako:
- koks wielkopiecowy S,
- koks wielkopiecowy.

Koks przemysłowy występuje pod nazwami zależnymi od granulacji:
- koks orzech II S 20 – 40 mm,
- koks groszek S 5/10 – 25 mm,
- koksik S 0 – 3 /5/10 mm,
- koksik 0 – 3/5/10 mm.

Odbiorcami tych produktów są firmy z branży hutniczej i przemysłu chemicznego na całym świecie, do których trafia ok. 90% produkcji (głównie w Niemczech, Austrii, Finlandii, Szwecji, Francji, Czechach, Słowacji, Norwegii, Holandii, Rumunii, Hiszpanii, USA, w Indiach, Kanadzie i Brazylii).
Ponadto oprócz koksu w Koksowni Przyjaźń produkuje się surowce przeznaczone do dalszej przeróbki przez odbiorców przemysłowych, takie jak:
- gaz koksowniczy,
- benzol surowy,
- surową smołę koksowniczą,
- siarkę płynną,

Do końca 2011 r. Koksownia Przyjaźń wyprodukowała od rozpoczęcia swej działalności ponad 56 mln ton koksu.
Produkcja koksu w 2011 roku wyniosła 2,6 mln ton.
W 2011 roku Koksownia Przyjaźń wypracowała przychody ze sprzedaży na poziomie 3,5 mld zł, a zysk netto przekroczył 78 mln zł.

## Energia
Elektrociepłownia Koksowni Przyjaźń zaspokaja w stu procentach potrzeby własne w zakresie ciepła użytkowego i energii elektrycznej. Maksymalna moc Elektrociepłowni wynosi 42 MWe.
Źródłami energii cieplnej dla Elektrociepłowni są kotły odzysknicowe Instalacji Suchego Chłodzenia Koksu (ISCHK) oraz kocioł opalany oczyszczonym gazem koksowniczym. Kocioł ten utylizuje również poprzez spalanie gaz nadmiarowy wydzielany z ISCHK.
W lipcu 2015 roku został oddany do użytku nowy blok energetyczny opalany oczyszczonym gazem koksowniczym o mocy 71 MWe. W wyniku tego powstał układ elektroenergetyczny o mocy na poziomie 110 MWe. Wytworzona nadwyżka energii elektrycznej ponad zapotrzebowanie własne ma być sprzedawana za pośrednictwem Krajowego Systemu Elektroenergetycznego. Budowany nowy blok energetyczny jest elementem strategii Grupy Kapitałowej JSW, która dąży do osiągnięcia samowystarczalności energetycznej i zwiększenia zysków m.in. dzięki sprzedaży nadwyżek energii na rynek zewnętrzny.

## Polityka środowiskowa i wyróżnienia
Koksownia Przyjaźń ma uregulowane kwestie formalnoprawne ochrony środowiska, posiada wszystkie niezbędne, wymagane prawem pozwolenia i decyzje, tj. pozwolenie zintegrowane, decyzję Marszałka Województwa Śląskiego w zakresie gospodarki odpadami, zezwolenie Prezesa Państwowej Agencji Atomistyki na stosowanie izotopowej aparatury kontrolno-pomiarowej, a także zezwolenia na uczestnictwo w systemie handlu uprawnieniami do emisji gazów cieplarnianych. Zrealizowany program inwestycyjny w zakresie m.in. modernizacji oczyszczalni ścieków, budowy baterii nr 5 i elektrociepłowni, modernizacji instalacji produkcji węglopochodnych i baterii nr 1 jest zgodny z wymaganiami stawianymi przez nowe wydanie Najlepszych Dostępnych Technik (BAT) z roku 2012. Pozwala to spełniać wymagania prawa unijnego i krajowego w zakresie ochrony środowiska. Funkcjonowanie instalacji jest na bieżąco monitorowane w każdym komponencie środowiska. Procedury monitoringu potwierdzają wypełnianie wymagań stawianych w Pozwoleniu Zintegrowanym.
Koksownia Przyjaźń jest laureatem wielu prestiżowych konkursów i rankingów m.in. Perły Polskiej Gospodarki w kategorii Perły Wielkie, Filary Polskiej Gospodarki, Jakość dla środowiska i Wybitny Polski Eksporter.